# Tadeusz Wąsowski (otolaryngolog)
Tadeusz Wąsowski (ur. 16 stycznia 1892 w Niemirowie, zm. 20 kwietnia 1937 w Wilnie) – polski otolaryngolog, profesor akademicki.

## Życiorys
Urodził się 16 stycznia 1892 w Niemirowie. W 1910 ukończył gimnazjum, uzyskując świadectwo dojrzałości. Następnie podjął studia na Uniwersytecie Świętego Włodzimierza w Kijowie, zakończone uzyskaniem dyplomu lekarza w 1916. W sierpniu 1916 został powołany do armii rosyjskiej, gdzie do 1918 pełnił funkcję lekarza wojskowego na Oddziale Epidemicznym Szpitala Związku Ziemstw w Białyniczach.
W styczniu 1919 przyjechał do Polski i jako ochotnik wstąpił do wojska. W 1924 podjął pracę jako asystent w Klinice Otolaryngologicznej Uniwersytetu Stefana Batorego w Wilnie. Rok później uzyskał tytuł doktora medycyny. W 1930 habilitował się z otolaryngologii na Wydziale Lekarskim Uniwersytetu Stefana Batorego, a w 1936 został mianowany profesorem nadzwyczajnym i kierownikiem Katedry i Kliniki Otolaryngologicznej Uniwersytetu.
Opublikował łącznie 83 prace naukowe, 3 monografie i podręcznik z otolaryngologii. Zmarł 20 kwietnia 1937 w Wilnie. Został pochowany na cmentarzu na Rossie.
Jego bratem był ppłk lek. Ewaryst Wąsowski (1882 - 1932) - naczelny lekarz 14 pułku piechoty i naczelny lekarz garnizonu Włocławek.